# Амелино (Гродненская область)
Амели́но (бел. Амялі́на, пол. Amelino) — деревня в Сморгонском районе Гродненской области Белоруссии.
Входит в состав Залесского сельсовета.
Расположена у восточной границы района. Расстояние до районного центра Сморгонь по автодороге — около 11 км, до центра сельсовета агрогородка Залесье  по прямой — 1 км. Ближайшие населённые пункты — Вётхово, Залесье, Оленец. Площадь занимаемой территории составляет 0,1707 км², протяжённость границ 2890 м.

## Название
Названа в честь Амелии — дочери Михаила Клеофаса Огинского.

## История
Амелино отмечено на карте Шуберта (середина XIX века) как застенок в составе Беницкой волости Ошмянского уезда Виленской губернии. Упоминается под названием Амелин (пол. Amelin) в составе имения Залесье князей Огинских.
После Советско-польской войны, завершившейся Рижским договором, в 1921 году Западная Белоруссия отошла к Польской Республике и деревня была включена в состав новообразованной сельской гмины Беница Молодечненского повета Виленского воеводства.
В 1938 году Амелино насчитывало 13 дымов (дворов) и 68 душ.
В 1939 году, согласно секретному протоколу, заключённому между СССР и Германией, Западная Белоруссия оказалась в сфере интересов советского государства и её территорию заняли войска Красной армии. Деревня вошла в состав новообразованного Сморгонского района Вилейской области БССР. После реорганизации административного-территориального деления БССР деревня была включена в состав новой Молодечненской области в 1944 году. В 1960 году, ввиду новой организации административно-территориального деления и упразднения Молодечненской области, Амелино вошло в состав Гродненской области.

## Население
| 1938 | 1999 | 2009 |
| ---- | ---- | ---- |
| 68   | 83   | 83   |

## Транспорт
Северней деревни проходит автомобильная дорога республиканского значения Р106. Автодорогой Н7920 (протяжённостью 1200 метров) Амелино связано с центром сельсовета — Залесьем.